# Länghems kyrka

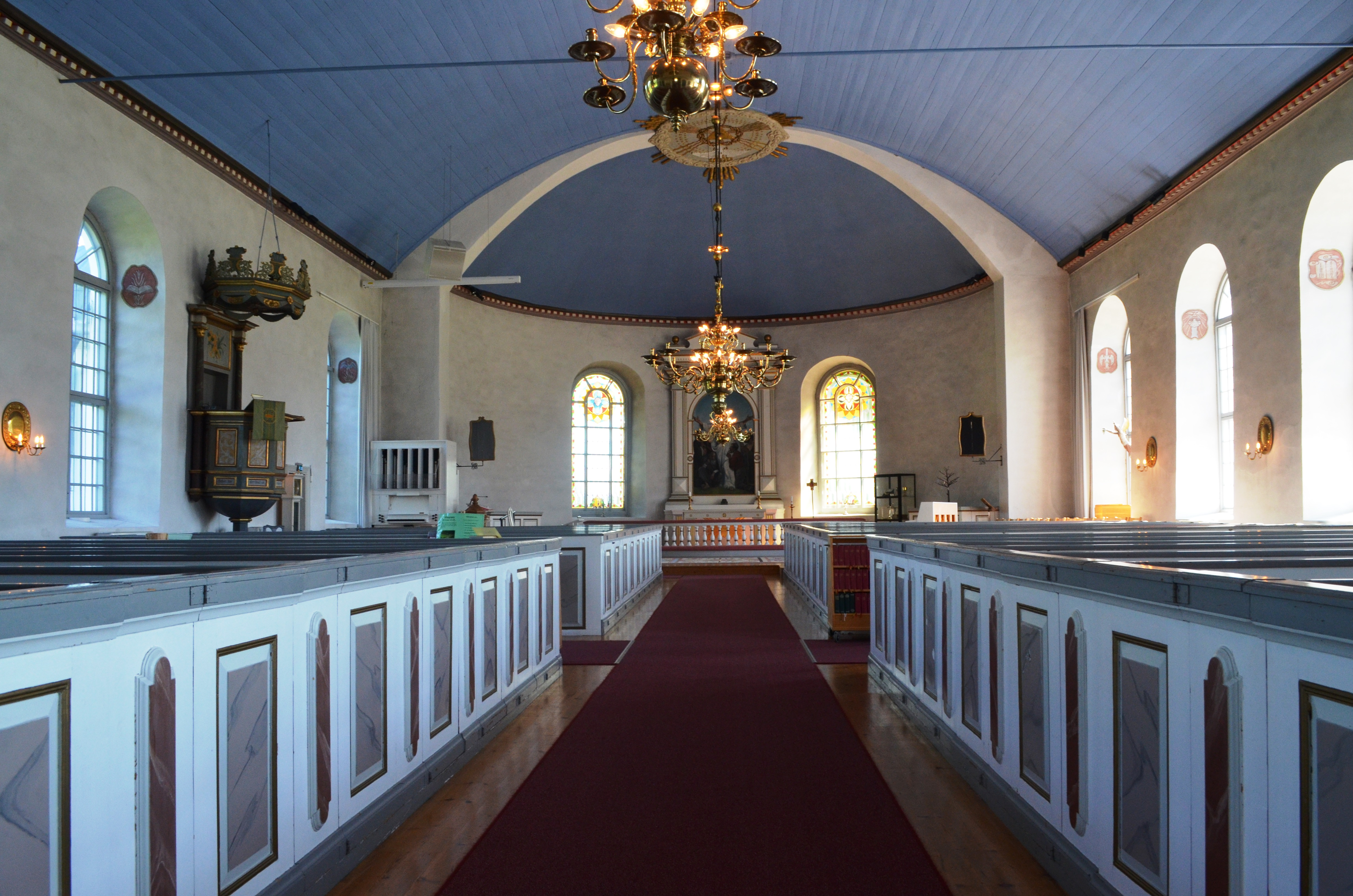
Länghem kyrkas kyrkosal

Länghems kyrka är en kyrkobyggnad i byn Länghem i Tranemo kommun. Den tillhör Länghems församling i Göteborgs stift.

## Kyrkobyggnaden
Nuvarande kyrka i Karl Johansstil uppfördes 1834–1835 av byggmästare från Sandhems socken och ersatte då en kyrka som stod på annan plats sydost om nuvarande kyrka. Tomtmarken uppläts av greve Sparre på Torpa. Invigningen förrättades av biskop Carl Fredrik af Wingård 1835. 
Kyrkan består av rektangulärt långhus med många fönster utmed södra och norra sidorna. Vid östra sidan finns ett tresidigt kor och vid västra sidan finns kyrktornet som kröns med en sluten lanternin. Långhuset har ett sadeltak som är täckt med enkupigt lertegel. Koret och sakristian har konformade tak täckta med plåt.
Kyrkan restaurerades 1917 efter förslag av Boråsbyggmästarna Albin och Carl Wilhelm Gustafsson. Då tillkom dekorationsmålningar av John Hedæus. 1947 installerades elektrisk värme. En ytterligare renovering förtogs 1949 under ledning av arkitekten Knut Nordenskjöld. Då förlängdes altaret, korgolvet utökades och en dopplats anordnades. Under ledning av arkitekten Arne Nygård genomfördes även en renovering 1976–1977 då fasaderna putsades om utvändigt och takkonstruktionen förstärktes. Kyrkbänkarna försågs med värmeslingor, som ersatte tidigare elradiatorer och ett andaktsrum med mera tillkom under läktaren. Ett nytt golv av norrlandsfuru inlades. År 2001 genomfördes en större invändig renovering då dopaltaret i koret togs bort.

## Gamla kyrkan
Som en relik från den gamla kyrkan står dess gravkor kvar på kyrkogården efter att resten av den gamla kyrkan hade rivits. Själva gravkammaren har tillkommit på 1610-talet och dess överbyggnad senast 1695.

## Inventarier

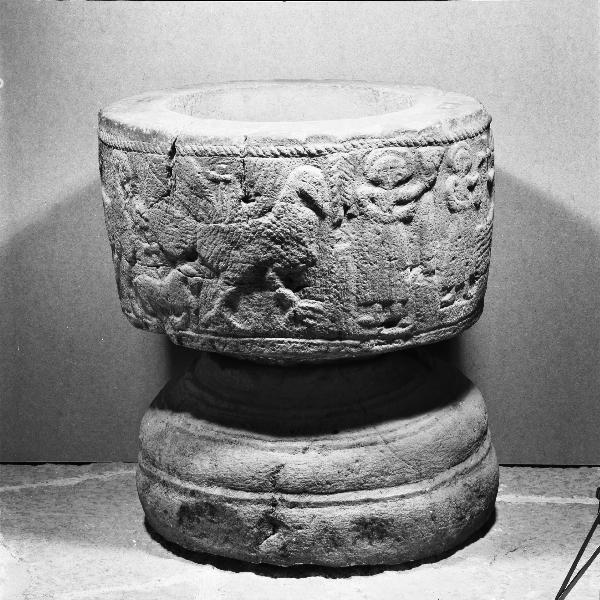
Den medeltida dopfunten med detaljer:
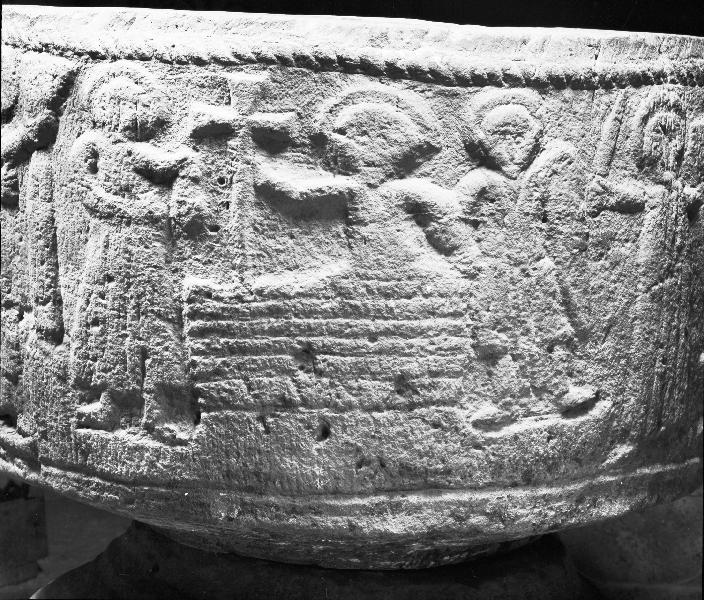
Gestalt med kors
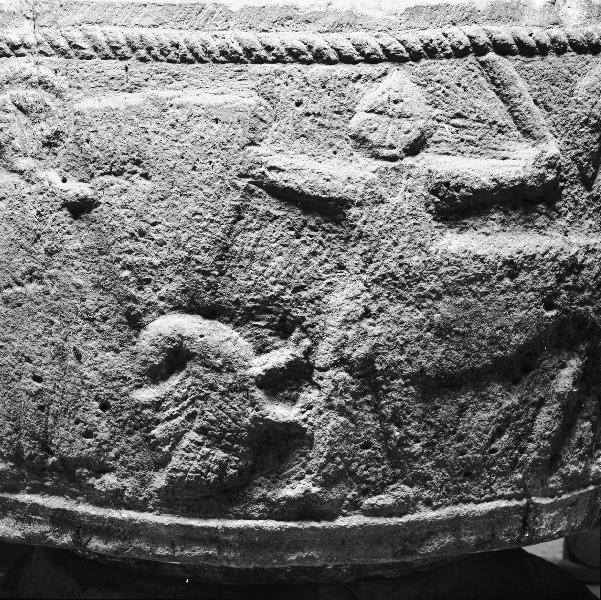
Kentaurstrid
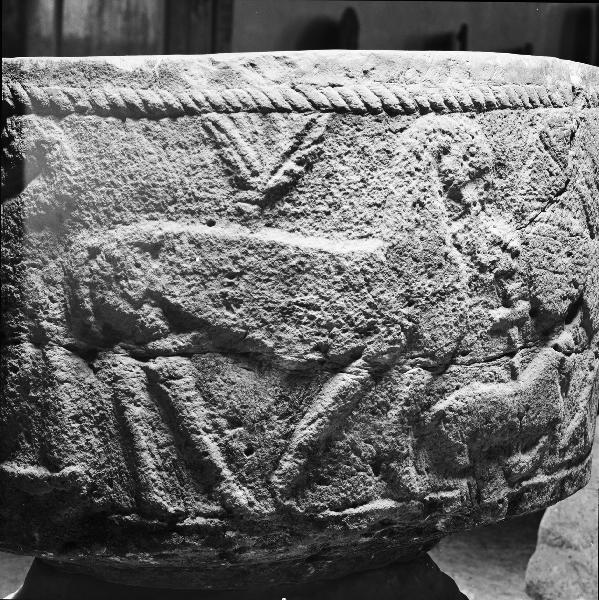
Fyrfotadjur med korsbärande lamm
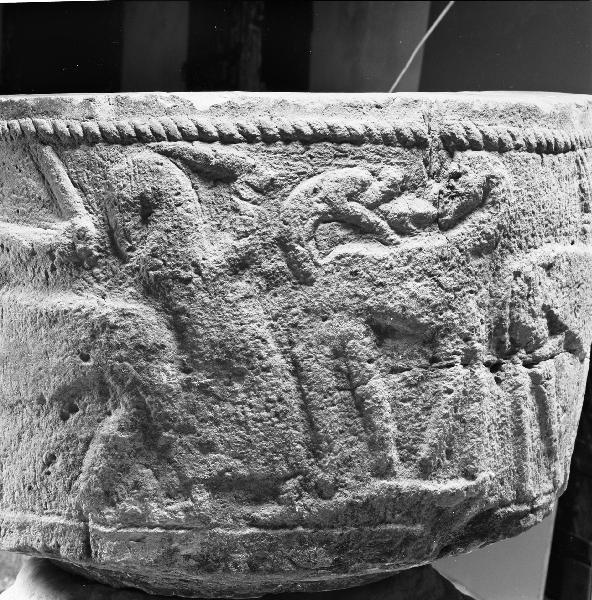
Djur med uppböjd svans
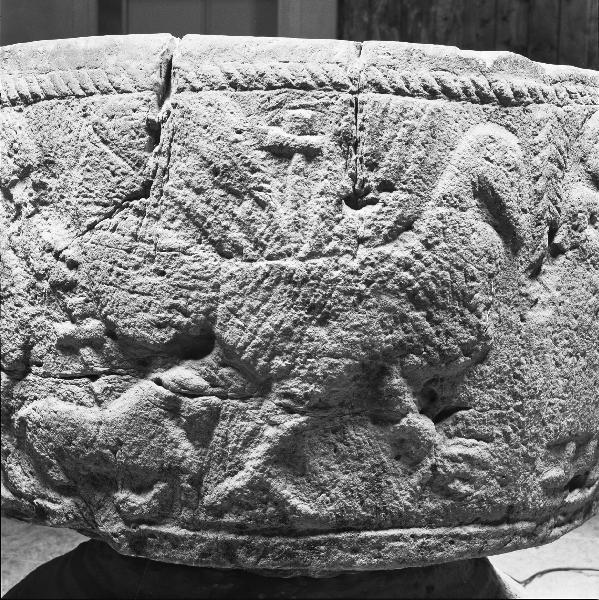
Fågel

- Den ursprungliga dopfunten överlämnades 1870 till Statens historiska museum. Den är av sandsten från 1100-talet och tillverkad i två delar samt tillhörig en grupp som döpts efter funten i Molla kyrka, vilka alla är försedda med djurfigurer. Höjd: 99 cm. Cuppan är stor och cylindrisk med svagt skrånande undersida och nedtill avslutat med ett mycket litet skaft. På livet finns följande figurscener: Man i fotsid dräkt i kamp mot en kentaur. Mellan dem en fågel. Till höger en människoliknande gestalt. Därefter två fyrfotadjur. Ett korsbärande lamm. En stor fågel med kors. Man i fotsid dräkt. En gestalt med ett kors i handen. Foten är en förenklad kolonnbas. Centralt uttömningshål. Svåra skador genom vittring.[2]

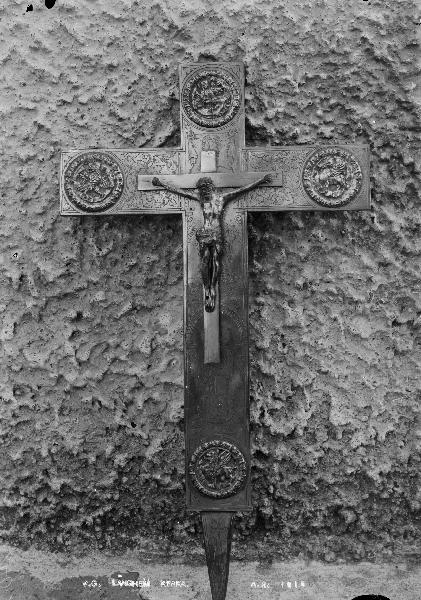
Altarkrucifixet

- Mitt i koret står en dopfunt i snidad ek från 1915. Tillhörande dopfat är i nysilver.
- Ett altarkrucifix av förgyllt silver är daterat till år 1550.
- Predikstolen med ljudtak är tillverkad av rådman H C Datan i Ulricehamn och skänkt till kyrkan 1715.
- Nuvarande altartavla målades 1893 av prästdottern Bertha Maria Ahlgren och är en kopia av Carl Blochs altartavla i Hörups kyrka i Skåne. Tavlans motiv är "Kommen till mig".

### Klockor
I tornet hänger tre klockor varav de två minsta har gjutits av nederländare.
- Lillklockan har medeltida drag, trots att den är från 1569. Den har en rimmad latinsk inskrift, som översatt till svenska lyder:Vid min vigning [egentligen: renad från ondskans makter vilket åsyftar den exorcism som var förbunden med äldre kyrkligt dop] fick jag namnet Elisabet. Herrens år 1569 göt mig Jacob Waghevens. Denne är av en känd nederländsk klockgjutarsläkt. Förutom inskriften finns fyra helgonbilder i hög relief — ett i varje väderstreck.
- Mellanklockan är troligen utförd 1394 av den nederländske gjutaren Jos. Leenknecht. Den har inskrift på latin och nederländska, som på svenska kan uttydas: Martinus är mitt namn. Mitt ljud vare Gud behagligt. Mig göt Josef [eller Johannes] Leenknecht Herrens år 1394. Hur klockan hamnat i Länghem är inte känt.
- Storklockan saknar namn och dess tillverkningsår är okänt, fast man vet att den fanns till 1629 och omgöts 1742.

### Orglar
- 1693 skänkte grevinnan Christina Catharina De la Gardie ett positiv med sex stämmor till kyrkan. Orgeln reparerades 1721 av Hans Henrik Cahman den yngre, Borås.[4] Det monterades ner för 1770.
- Omkring 1773 fanns en orgel med 8 stämmor i kyrkan. Den var då obruklig.[5]
- 1858 byggde Johan Nikolaus Söderling, Göteborg en orgel med 11 stämmor.
- Läktarorgeln har pipverk som utfördes av M J & H Lindegrens Orgelbyggeri, Göteborg 1935. Fasaden härstammar emellertid från 1858 års orgel. Verket byggdes om vid två tillfällen (1942 och 1961) av samma firma. Den fick en genomgripande översyn av orgelbyggare Sven Torstensson 2005. Instrumentet har 23 stämmor fördelade på två manualer och pedal.[6] Orgeln är pneumatisk och har fria och fasta kombinationer, registersvällare och automatisk pedalväxling.

| Huvudverk I       | Svällverk II       | Pedal        | Koppel    |
| Borduna 16´       | Rörflöjt 8´        | Subbas 16´   | I/P       |
| Principal 8´      | Salicional 8´      | Ekobas 16´   | II/P      |
| Gedackt 8´        | Principal 4'       | Borduna 8'   | II/I      |
| Oktava 4'         | Gemshorn 4'        | Oktava 4'    | I 4'/I    |
| Rörflöjt 4'       | Blockflöjt 2'      | Mixtur 5 kor | II 16'/II |
| Rauschkvint 2 kor | Piccolo 1'         | Fagott 16'   | II 4'/II  |
| Mixtur 3 kor      | Sesquialtera 2 kor |              |           |
| Trumpet 8'        | Scharf 3 kor       |              |           |
|                   | Krumhorn 8'        |              |           |
|                   | Tremulant          |              |           |
|                   | Crescendosvällare  |              |           |

- En ytterligare orgel, placerad nära koret, tillkom 1977. Den är tillverkad av Grönlunds Orgelbyggeri AB, Gammelstad och har sex stämmor fördelade på manual och pedal.[7] Orgeln är mekanisk.

| Huvudverk I        | Svällverk II | Pedal   | Koppel |
| Gedackt 8´ B/D     | Subbas 16´   | Man/Ped |        |
| Principal 4' B/D   |              |         |        |
| Rörflöjt 4' B/D    |              |         |        |
| Waldflöjt 2' B/D   |              |         |        |
| Cymbel II chor B/D |              |         |        |
| Crescendosvällare  |              |         |        |